# 第55屆威尼斯影展
第55屆威尼斯影展於1998年9月3日至13日。金獅獎由吉安尼·阿梅利奥執導的電影《他们微笑的样子》獲得。

## 評審團
以下人物組成1998年評審團：
- 埃托爾·斯科拉（英语：Ettore Scola）（評審團主席）
- 艾克特·巴班克（英语：Hector Babenco）
- 夏魯納斯·巴塔斯
- 凯瑟琳·毕格罗
- 萊因哈特·豪夫（英语：Reinhard Hauff）
- 丹妮埃爾·海曼（英语：Danièle Heymann）
- 伊斯梅尔·莫香特
- 路易斯·塞普尔维达
- 蒂達·史雲頓
- 喬治·班拿約（短片評審團主席）
- 恰拉·凱薩琳（短片）
- 阿貝爾·費拉拉（短片）

## 官方單元

### 正式競賽
| 片名               | 原文片名                      | 導演                  | 製作國                 |
| ------------------ | ----------------------------- | --------------------- | ---------------------- |
| 《秋天的故事》     | Conte d'automne               | 伊力·盧馬             | 法國                   |
| 《黑貓白貓》       | Crna macka, beli macor        | 艾米尔·库斯图里察     | 法國、 德国、 南斯拉夫 |
| 《選舉追緝令》     | Bulworth                      | 沃伦·比蒂             | 美国                   |
| 《云》             | La Nube                       | 費南多·索拉納斯       | 法國、 阿根廷          |
| 《异教徒之恋》     | Dancing at Lughnasa           | 帕特·歐康納           | 爱尔兰、 美国          |
| 《伊甸园》         | I giardini dell'Eden          | 亞歷山卓·達拉提       | 義大利                 |
| 《無情荒地有琴天》 | Hilary and Jackie             | 阿南德·塔克           | 英国                   |
| 《浮世男女》       | Hurlyburly                    | 安東尼·德拉塞恩       | 美国                   |
| 《小主人》         | I piccoli maestri             | 丹尼埃爾·盧凱蒂       | 義大利                 |
| 《极地恋人》       | Los amantes del círculo polar | 胡立歐·麥登           | 西班牙                 |
| 《新玫瑰旅館》     | New Rose Hotel                | 阿貝爾·費拉拉         | 美国                   |
| 《最后的天堂》     | Terminus Paradis              | 路西安·品特萊         | 羅馬尼亞               |
| 《五克拉愛情》     | Place Vendôme                 | 妮可·賈西亞           | 法國                   |
| 《赌王之王》       | Rounders                      | 約翰·戴爾             | 美国                   |
| 《罗拉快跑》       | Lola rennt                    | 汤姆·提克威尔         | 德国                   |
| 《梨树》           | L'Albero delle pere           | 法蘭西絲卡·阿爾奇布基 | 義大利                 |
| 《万籁俱寂》       | Sokout                        | 穆森·馬克馬巴夫       | 伊朗、 法國            |
| 《偷生活的人》     | Voleur de vie                 | 伊夫·安吉洛           | 法國                   |
| 《交通》           | Tráfico                       | 朱奧·伯特侯           | 葡萄牙、 法國、 丹麦   |
| 《他们微笑的样子》 | Così ridevano                 | 吉安尼·阿梅利奥       | 義大利                 |

## 獎項
- 金獅獎：
  - 吉安尼·阿梅利奥 《他们微笑的样子（英语：The Way We Laughed）》
- 評審團特別大獎：
  - 路西安·品特萊（英语：Lucian Pintilie） 《最后的天堂（英语：Next Stop Paradise (1998 film)）》
- 銀獅獎：
  - 艾米尔·库斯图里察 《黑貓白貓（英语：Black Cat, White Cat）》
- 沃爾庇杯：
  - 最佳男演員：西恩·潘 《浮世男女（英语：Hurlyburly (film)）》
  - 最佳女演員：凱撒琳·丹尼芙 《五克拉愛情》

## 外部鏈接
- 官方网站
- IMDb1998年威尼斯影展獎項 （页面存档备份，存于）